# Bataille de Varaville
 (août 2021).
La bataille de Varaville est un affrontement militaire survenu le 22 mars 1057 à Varaville, à environ 15 à 20 kilomètres au nord-est de Caen, dans le duché de Normandie, entre les troupes du duc de Normandie, Guillaume le Bâtard, devenu plus tard le Conquérant, et celles du roi des Francs Henri Ier.

## Contexte historique
Guillaume, jeune duc de Normandie, avait, avec l’aide du roi des Francs Henri Ier, défait une coalition de barons rebelles de l’ouest du duché de Normandie, lors de la bataille de Val-ès-Dunes qui se situe dans la commune actuelle de Bellengreville et ses environs, le 10 août 1047.
Trois ans plus tard, la montée en puissance du duché normand, dont le jeune duc Guillaume vient de s’allier avec la Flandre en épousant Mathilde de Flandre, commence à inquiéter le roi Henri Ier. Après l’avoir soutenu dans son conflit contre le comte d'Anjou Geoffroi Martel, qui s’était emparé du Mans, de Domfront et d’Alençon aux dépens du seigneur de Bellême qui les tenaient du roi de France, Henri Ier inverse son alliance pour prendre le parti de Geoffroi, Thibaud, comte de Blois et des barons normands rebelles à Guillaume.
Le duc Guillaume avait déjà défait par deux fois le roi des Francs au siège d'Arques (1053), puis à la bataille de Mortemer (1054). Il avait, après ce dernier échec, fait la paix avec Guillaume et abandonné la coalition dont il était le chef tandis que se poursuivait entre le duc et le comte Geoffroi la guerre qui devait durer encore quatre ans. Lorsque Geoffroi lui fit de nouvelles ouvertures, Henri s’empressa de reprendre les armes et il organisa, avec celui-ci, une nouvelle expédition contre la Normandie. Craignant que Guillaume ne vînt au devant d’eux et ne les arrêtât dans leurs projets, ils gardèrent leur mouvement aussi secret qu’ils le purent et, au mois d’août, eurent donc toute la faculté de pénétrer en Basse-Normandie sans être inquiétés.

## La bataille
En février 1057, l’armée franco-angevine entre dans le pays d’Hièmes et donne l’assaut à Exmes, la capitale de cette vicomté puis, arrive dans le Bessin, brûle les villes et les bourgs sur son passage. Ayant pris route par Saint-Pierre-sur-Dives, le roi couche dans l’abbaye et, après avoir passé la Dives, Henri et Geoffroi se dirigent sur Bayeux en suivant toute la campagne de Caen et ils arrivèrent au bord de la Seulles.
L’expédition avait été si rapide que Guillaume, qui était à Falaise, ne tenta même pas de s’y opposer, se bornant, tandis que les troupes royales erraient librement en dévastant le plat pays, à convoquer ses chevaliers et à renforcer ses châteaux. Parfaitement informé par ses éclaireurs des plans du roi des Francs et de son allié le comte d’Anjou, le duc Guillaume savait qu’ils ne pousseraient pas plus loin que la Seulles, où ils rebroussèrent chemin pour franchir l’Orne à Caen, alors ville ouverte, car elle n’avait encore ni château, ni murs, ni créneaux.
« E a Caen Ogne passèrent.

Encore ert Caen sainz chastel

Ni aveit fait mur ne kernel »
— Wace, (vers 5169-5171)
De Caen, l’armée franco-angevine avec à sa tête le roi prit la route de Varaville sans doute pour aller piller Rouen. Le duc ne disposant faute de temps que de quelques centaines de chevaliers, conduisit secrètement sa petite armée vers Troarn puis attendit les Franco-Angevins dans le bois de Bavent, aidé des vilains du pays armés de pieux, de fourches et de bâtons. Il laissa l’armée ennemie, ralentie par le lourd butin qu’elle ramenait dans ses chariots, passer librement et s’engager en rangs serrés sur l’étroite chaussée de Varaville longue de 4 kilomètres. Tandis qu’au sud et par surprise, une troupe de cavaliers traversait les marais par un gué à partir de Robehomme ou de Petiville pour prendre la colonne de flanc, Guillaume s'abattit tout à coup sur l’arrière-garde que commandait le comte du Berry l’empêchant de reculer. Dans le combat acharné, où les paysans vont se livrer à un véritable carnage, le comte du Berry fut l’un des premiers à succomber. Au nord, une immense lagune remplie par la marée empêchait tout mouvement, ne laissant d’issue qu’à l’est sur le pont de bois vermoulu jeté sur la Dives. Mise en déroute, l’arrière-garde fut culbutée sur le gros de l’armée royale et la presse y fut si grande, qu’il craqua sous le poids et se rompit, entraînant hommes, chevaux et chariots dans les flots. La marée montante acheva de jeter le désordre dans les rangs des Franco-Angevins, et tous ceux qui n’avaient pas pu passer le pont furent noyés, tués ou faits prisonniers sans pouvoir être secourus par le roi, qui assistait, complètement impuissant, à tous les détails de ce désastre du haut de la butte de Basbourg. « Depuis, dit Wace, la Normandie ne fut témoin d’une plus grande tuerie et d’un plus grand nombre de prisonniers ». Talonné par Guillaume, le roi Henri battit en retraite au plus vite jusque dans ses États.

## Bilan et suites
La bataille de Varaville constitue un tournant décisif pour l’avenir politique du duc Guillaume et de la Normandie. Elle amorce une tendance qui ne pourra plus être inversée. Le duché de Normandie échappe pour longtemps à l’influence de la France qui n’est plus une menace, car la bataille de Varaville marque la fin des ambitions normandes d’Henri : « Il n’osa plus dès lors rentrer en Normandie ; il rechercha même l’amitié de Guillaume, conclut avec lui l’année suivante (1059), une paix en lui cédant le château de Tillières qu’il lui avait enlevé depuis longtemps. » Il observa strictement ce traité jusqu’à sa mort (août 1060) et Geoffroi Martel suivit de près Henri dans la tombe. Le duc Guillaume a réussi à consolider son pouvoir et la voie de la conquête normande de l'Angleterre, neuf ans plus tard, est ouverte.
La bataille de Varaville a été commentée par deux écrivains contemporains, Guillaume de Jumièges et Guillaume de Poitiers. Guillaume de Malmesbury l’a ensuite mentionnée dans sa Chronique, ainsi que Wace dans son Roman de Rou.

## Postérité et commémoration
Une stèle a été érigée sur le lieu approximatif où s'est déroulée la bataille.